# Kebee
У цьому корейському імені прізвище (Пе) стоїть перед особовим ім'ям.
Пе Лі Сак (кор. 배이삭, нар. 29 травня 1983), більш відомий під псевдонімом Kebee (кор. 키비), — південнокорейський репер і учасник хіп-хоп дуету Eluphant. Він випустив свій перший альбом Evolutional Poems 19 жовтня 2004 року.

## Дискографія

### Студійні альбоми
| Назва                        | Деталі альбому                                                                                         | Пікові позиції у чартах | Продажі               |
| Назва                        | Деталі альбому                                                                                         | KOR                     | Продажі               |
| ---------------------------- | --- | ----------------------- | --------------------- |
| Evolutional Poems            | - Реліз: 19 жовтня 2004 - Лейбл: Luminant Entertainment - Формат: CD, цифрове завантаження             | —                       | Н/Д                   |
| Poetree Syndrome             | - Реліз: 8 жовтня 2007 - Лейбл: Soul Company, Mirrorball Music - Формат: CD, цифрове завантаження      | —                       | Н/Д                   |
| The Passage (кор. 더 페시지) | - Реліз: 7 травня 2009 - Лейбл: Mirrorball Music - Формат: CD, цифрове завантаження                    | —                       | Н/Д                   |
| Lost & Found                 | - Реліз: 13 грудня 2013 - Лейбл: C9 Entertainment, CJ E&M - Формат: CD, цифрове завантаження           | 17                      | - Південна Корея: 700 |
| Water                        | - Реліз: 27 січня 2017 - Лейбл: Brand New Music, LOEN Entertainment - Формат: CD, цифрове завантаження | —                       | Н/Д                   |

### Сингли у чартах
| Назва                                                    | Рік  | Пікові позиції у чартах | Продажі (DL)             | Альбом       |
| Назва                                                    | Рік  | KOR                     | Продажі (DL)             | Альбом       |
| -------------------------------------------------------- | ---- | ----------------------- | ------------------------ | ------------ |
| «Her Office» (кор. 그녀의 사무실) feat. The Black Skirts | 2013 | 91                      | - Південна Корея: 20,093 | Lost & Found |